# لويس ديكون
لويس ديكون (بالإنجليزية: Louis Deacon)‏ هو لاعب اتحاد الرغبي بريطاني، ولد في 7 أكتوبر 1980 في ليستر في المملكة المتحدة.

## وصلات خارجية
- لويس ديكون على موقع دوري الرغبي الممتاز (الإنجليزية)
- لويس ديكون عل موقع إسبنسكروم (الإنجليزية)
- لويس ديكون على موقع ItsRugby.co.uk (الإنجليزية)